# ヌーヴェル＝アキテーヌ地域圏

2016年12月採択の紋章

ヌーヴェル＝アキテーヌ地域圏 （ヌーヴェル＝アキテーヌちいきけん、Nouvelle-Aquitaine）は、2016年に発足したフランスの地域圏のひとつ。

## 名称
かつてのアキテーヌ地域圏、リムーザン地域圏、ポワトゥー＝シャラント地域圏が統合され、アキテーヌ＝リムーザン＝ポワトゥー＝シャラント （Aquitaine-Limousin-Poitou-Charentes）の名称で、2016年1月1日に発足した。
アキテーヌ＝リムーザン＝ポワトゥー＝シャラントという名称は、地域圏の名称として今後使用されるわけではなかった。この名称はアルファベット順にかつての地域圏の名称を並べたにすぎず、新しい名称が国務院のデクレによって選択されるまで法律上使用されることとなっていた。2016年7月1日をもって、統合後の新地域圏議会において可決された新名称が用いられることになっていた。
2016年6月27日に行われた地域圏議会本会議において、ヌーヴェル＝アキテーヌ（Nouvelle-Aquitaine）の名称が最終的に採択された。2016年10月1日までにコンセイユ・デタの承認を受けて正式名称となった。

## 行政区画
| 名称                                              | 人口(人)  | 州都/主府/本部                    | 備考 |
| ------------------------------------------------- | --------- | --------------------------------- | ---- |
| ジロンド県 Gironde                                | 1,483,712 | ボルドー Bordeaux                 |      |
| ドルドーニュ県 Dordogne                           | 416,384   | ペリグー Périgueux                |      |
| ランド県 Landes                                   | 392,884   | モン＝ド＝マルサン Mont-de-Marsan |      |
| ロット＝エ＝ガロンヌ県 Lot-et-Garonne             | 332,119   | アジャン Agen                     |      |
| ピレネー＝アトランティック県 Pyrénées-Atlantiques | 660,871   | ポー Pau                          |      |
| オート＝ヴィエンヌ県 Haute-Vienne                 | 375,869   | リモージュ Limoges                |      |
| コレーズ県 Corrèze                                | 241,247   | チュール Tulle                    |      |
| クルーズ県 Creuse                                 | 121,517   | ゲレ Guéret                       |      |
| ヴィエンヌ県 Vienne                               | 430,018   | ポワチエ Poitiers                 |      |
| シャラント県 Charente                             | 353,657   | アングレーム Angoulême            |      |
| シャラント＝マリティーム県 Charente-Maritime      | 628,733   | ラ・ロシェル La Rochelle          |      |
| ドゥー＝セーヴル県 Deux-Sèvres                    | 371,583   | ニオール Niort                    |      |